# Sandra Torres
Sandra Julieta Torres Casanova (ur. 14 października 1959 w Melchor de Mencos) – gwatemalska polityk. Pierwsza dama Gwatemali w latach 2008–2011, była małżonka Álvaro Coloma, prezydenta Gwatemali.

## Życiorys
Sandra Torres urodziła się w miejscowości Melchor de Mencos w departamencie Petén w północnej Gwatemali przy granicy z Belize. Jej matka, Teresa Casanova, pełniła funkcję burmistrza tego miasta.
Sandra Torres ukończyła komunikację społeczną (licencjat) na Universidad de San Carlos de Guatemala w Gwatemali oraz politykę publiczną (magisterium) na Universidad Rafael Landívar w Gwatemali. Kształciła się również w zakresie administracji. W życie polityczne Gwatemali zaangażowała się w latach 90. XX wieku. Została założycielką Narodowej Koordynacji Kobiet w Narodowej Jedności Nadziei (Unidad Nacional de la Esperanza, UNE), partii której stała się członkiem.
14 stycznia 2008, po objęciu prezydentury przez męża, Álvaro Coloma, została pierwszą damą Gwatemali. Jako pierwsza dama zaangażowała się w działalność społeczną i charytatywną. Przewodniczyła Radzie Spójności Społecznej (Consejo de Cohesión Social), instytucji prowadzącej działalność w zakresie walki z ubóstwem, poprawy jakości edukacji, opieki zdrowotnej i infrastruktury. Wspierała również inicjatywy ustawodawcze przeciwko zabójstwom kobiet oraz odpowiedzialnego ojcostwa. Obie ustawy zostały uchwalone przez Kongres w 2008.
Na początku marca 2011 Sandra Torres publicznie ogłosiła zamiar kandydowania w wyborach prezydenckich we wrześniu 2011. Wywołało to skierowanie pod jej adresem oskarżenia opozycji o gwałcenie postanowień gwatemalskiej konstytucji – artykuł 186 zakazuje krewnym i powinowatym urzędującego szefa państwa (do czwartego stopnia pokrewieństwa oraz do drugiego stopnia powinowactwa) ubiegania się o urząd prezydenta.
11 marca 2011 Sandra Torres złożyła wraz z mężem wniosek o rozwód za obopólną zgodą. 24 marca 2011 po raz pierwszy potwierdziła złożenie papierów rozwodowych w celu kandydowania w wyborach. Decyzję tę określiła jako bardzo trudną i stwierdziła: „Choć rozwodzę się z mężem, to poślubiam naród”, dodając: „Nie jestem pierwszą ani ostatnią kobietą, która decyduje się na rozwód, lecz jestem jedyną, która rozwodzi się dla kraju”. Opozycja, w tym jej kandydat na urząd prezydenta, Otto Pérez Molina, oskarżyła Sandrę Torres oraz Narodową Jedność Nadziei (UNE) o łamanie prawa i próbę oszustwa wyborczego.
8 kwietnia 2011 sąd rodzinny orzekł rozwód. Decyzję tę, po zaskarżeniu ze strony ugrupowań opozycyjnych, utrzymał Sąd Najwyższy.
29 czerwca 2011 Najwyższy Trybunał Wyborczy odrzucił jednakże kandydaturę Torres, uzasadniając to próbą obejścia prawa. 9 sierpnia 2011 decyzję tę utrzymał Sąd Konstytucyjny. Nie odniósł się on jednak do zarzutu próby oszustwa prawnego, lecz orzekł, że udział Torres w wyborach, pomimo wzięcia rozwodu z urzędującym prezydentem, w dalszym ciągu stanowiłby naruszenie przepisów konstytucji.
Sandra Torres była trzecią żoną Álvaro Coloma, z którym pozostawała w związku małżeńskim przez 8 lat. Sama była już wcześniej rozwódką. Ma czworo dzieci z pierwszego małżeństwa. Mówi w języku angielskim, interesuje się również językiem kicze, jednym z głównych języków majańskich.